# Jean-Baptiste-Charles-Joseph Bélanger

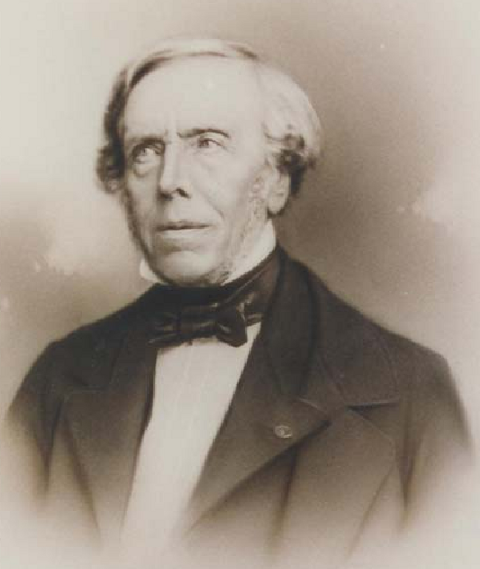

Jean-Baptiste-Charles-Joseph Bélanger (Valenciennes, 1789 - 1874) was een Franse wiskundige die werkte op het gebied van de hydraulica en de vloeistofdynamica. Hij was hoogleraar  aan de École centrale Paris, de École Polytechnique en de École nationale des ponts et chaussées in Frankrijk.  In 1828 ontwikkelde hij de vergelijking van Bélanger, die een plotse sprong beschrijft in een open kanaal met rechthoekige doorsnede. Hij is een van de 72 Fransen wier namen in reliëf op de Eiffeltoren zijn aangebracht.